# Église catholique au Sri Lanka

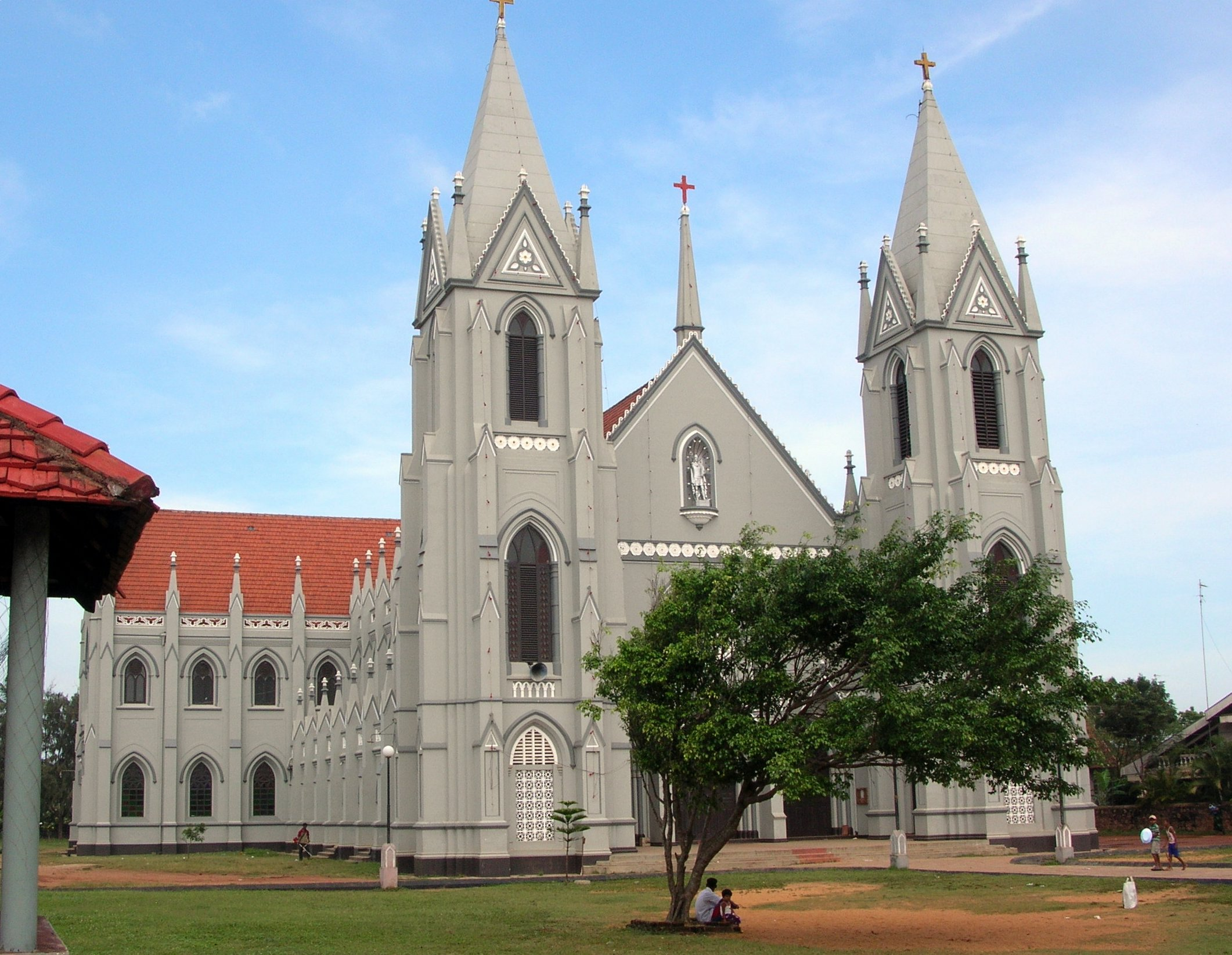
Église Saint-Sébastien à Negombo

L'Église catholique au Sri Lanka (en cingalais : « ශ්‍රී ලංකාවේ කතෝලික සභාව » śrī laṁkāvē katōlika sabhāva, et en tamoul : « இலங்கையில் உரோமன் கத்தோலிக்கம் », Ilaṅkaiyil urōmaṉ kattōlikkam) désigne l'organisme institutionnel et sa communauté locale ayant pour religion le catholicisme au Sri Lanka. 
Le christianisme au Sri Lanka dans son ensemble est la troisième religion du pays, après le bouddhisme, l'hindouisme et devantIslam

## Description
Les catholiques représentent environ 7 % de la population du Sri Lanka, soit 1,4 million de personnes. On compte 10 diocèses et un archidiocèse (Archidiocèse de Colombo). Dans le contexte qui fait suite à la guerre civile opposant Tamouls et majorité cinghalaise, les catholiques sont perçus comme une force unificatrice car leurs membres se trouvent dans les deux communautés.
Joseph Vaz, un prêtre oratorien indien et missionnaire au Sri Lanka, a été béatifié par le pape Jean-Paul II en 1995.
Le 21 avril 2019, les catholiques sri-lankais sont frappés par une série d'attentats commise par un mouvement islamiste local lié à l'État islamique, le National Thowheeth Jama'ath, contre des hôtels de luxe et des églises où était célébrée la messe de Pâques. 269 personnes sont tuées et près de 500 blessées.